# جنگ خروس
جنگ خروس (به فرانسوی: Un combat de coqs) یک نقاشی اثر ژان-لئون ژروم است که در سال ۱۸۴۶ میلادی کشیده شد. این اثر همچنین با نام جوانان یونانی در حال تماشای جنگ خروس (به فرانسوی: Jeunes Grecs faisant battre des coqs) نیز شناخته می‌شود. این اثر اولین نقاشی موفق ژروم بود.

## تاریخچه
ژروم پس از  برنده‌نشدن در جایزه بزرگ رم از ترس شکستی دیگر برای به نمایش  گذاشتن جنگ خروس مردد بود اما با تشویق استادش پل دلاروش، این اثر را در سالن در سال ۱۸۴۷ به نمایش گذاشت. در سالن از این اثر استقبال زیادی شد و به روو لابوری فروخته‌شد.
آدولف گوپیل این نقاشی را در سال ۱۸۷۲ میلادی خرید و در سال ۱۸۷۳به موزه لوکزامبورگ فروخت. از سال ۱۹۲۰ تا ۱۹۸۶ در موزه لوور نگهداری می‌شد. از سال ۱۹۸۶ تا کنون در موزه اورسی قرار دارد.